# Tartar

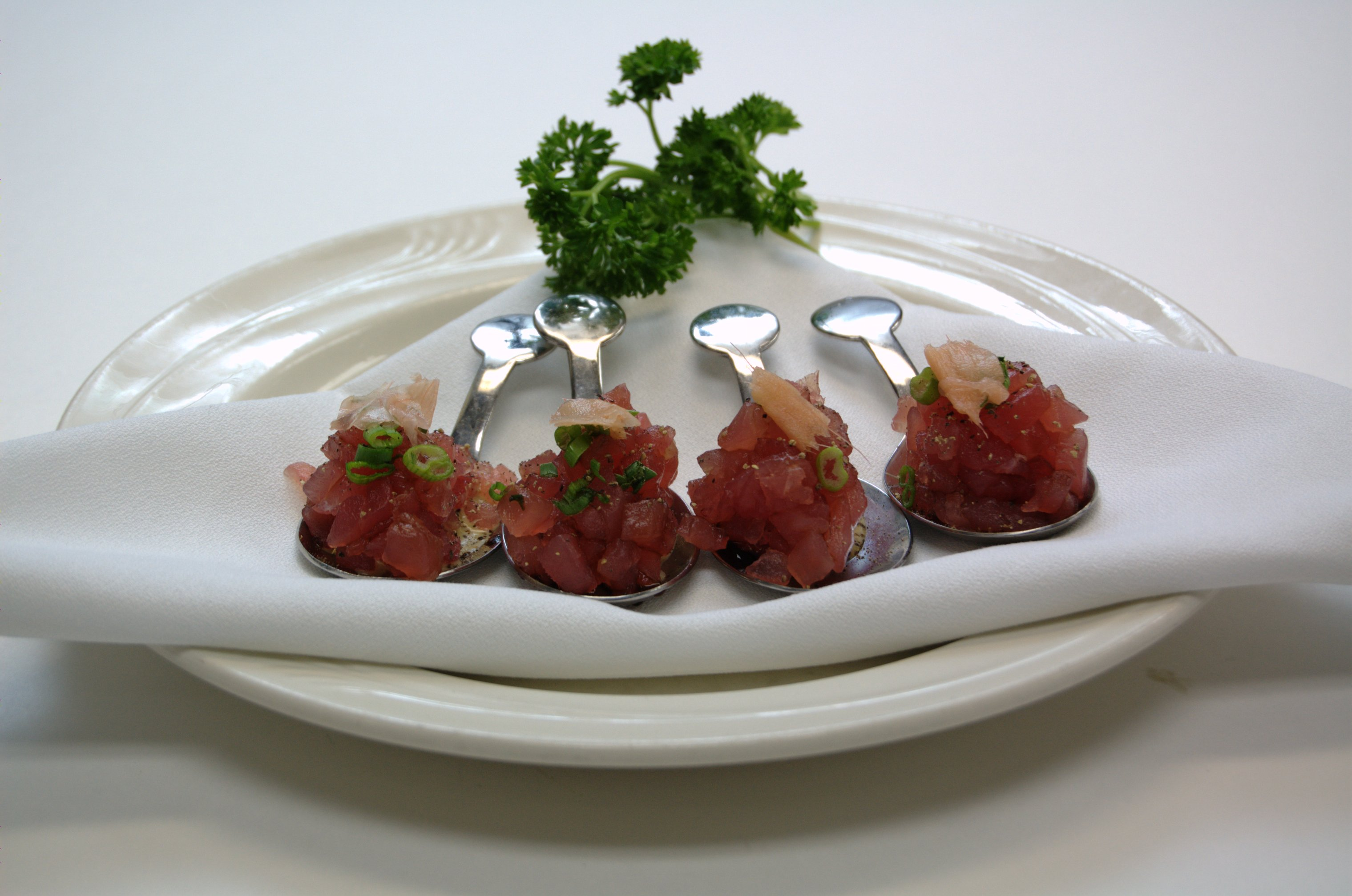
Tartar de atún.

El tartar (del francés tartare, «tártaro») es una preparación de carne o pescado crudo picado fino, opcionalmente con condimentos o salsas. Algunos ejemplos son el tartar de ternera o filete tártaro, el de venado, el de salmón y el de atún.
Habitualmente se sirve untado sobre tostada. Cuenta la leyenda que el plato toma su nombre de los tártaros de las estepas del centro de Asia, pero en realidad procede de la salsa tártara que acompañaba a la receta original. El plato es muy popular en numerosas gastronomías europeas, tales como la francesa o la polaca.
En España, es muy habitual cocinar tartar de tomate y berberechos.